# UGC 9128
UGC 9128 ist eine irreguläre Zwerggalaxie im Sternbild Bärenhüter. Sie ist rund 9 Millionen Lichtjahre von der Milchstraße entfernt.

In den letzten Jahren haben Astronomen versucht herauszufinden, ob Zwerggalaxien eine ähnliche Halo- und Scheibenstruktur aufweisen wie ihre viel größeren Gegenstücke, wobei ältere Sterne im ausgedehnten kugelförmigen Halo zu finden sind, während die flache Scheibe die jüngeren Sterne beherbergt. Beobachtungen von UGC 9128 deuten darauf hin, dass er tatsächlich eine ähnliche Halo- und Scheibenstruktur aufweist.